# Famille Calemard de Lafayette
Pour les articles homonymes, voir Lafayette.
La famille Calemard de Lafayette, anciennement Calemard, est une famille noble française éteinte.
Elle a compté trois branches dont l'aînée a été maintenue noble sous la seconde Restauration. Elle compte parmi ses membres trois députés. 
Il ne faut pas confondre cette famille avec la famille Motier de La Fayette.

## Histoire
Gustave Chaix d'Est-Ange écrit que la famille Calemard appartenait à la haute bourgeoisie de l'Auvergne et du Velay avant la Révolution française. Il fait remonter la filiation à Jean Calemard, procureur d'office puis capitaine des mandements et châteaux de Viverols, Bassie et Montravel, né en 1563, acquit en 1641 la seigneurie de Beaufranchet. Il ajoute que la branche aînée a obtenu une maintenue de noblesse en 1828 par lettres patentes du roi Charles X.
Cette famille est, selon la tradition, originaire d'Espagne. Une branche serait venue s'installer à Viverols en Livradois et occupa par la suite des fonctions importantes en Velay.

## Personnalités
Les membres les plus notables de cette famille sont :
- Jean-François Calemard de Lafayette (1781-1829), magistrat, premier président de la cour d'appel de Grenoble, député de la Haute-Loire de 1824 à 1829, assassiné par un mécontent de la répartition du milliard des émigrés.
- Pierre Calemard de Lafayette (1783-1873), médecin, conseiller de préfecture, député de la Haute-Loire de 1836 à 1842 ; frère du précédent et père de Charles, qui suit.
- Charles Calemard de Lafayette (1815-1901), député de la Haute-Loire de 1871 à 1876, auteur français, poète, surnommé le Poète des champs.

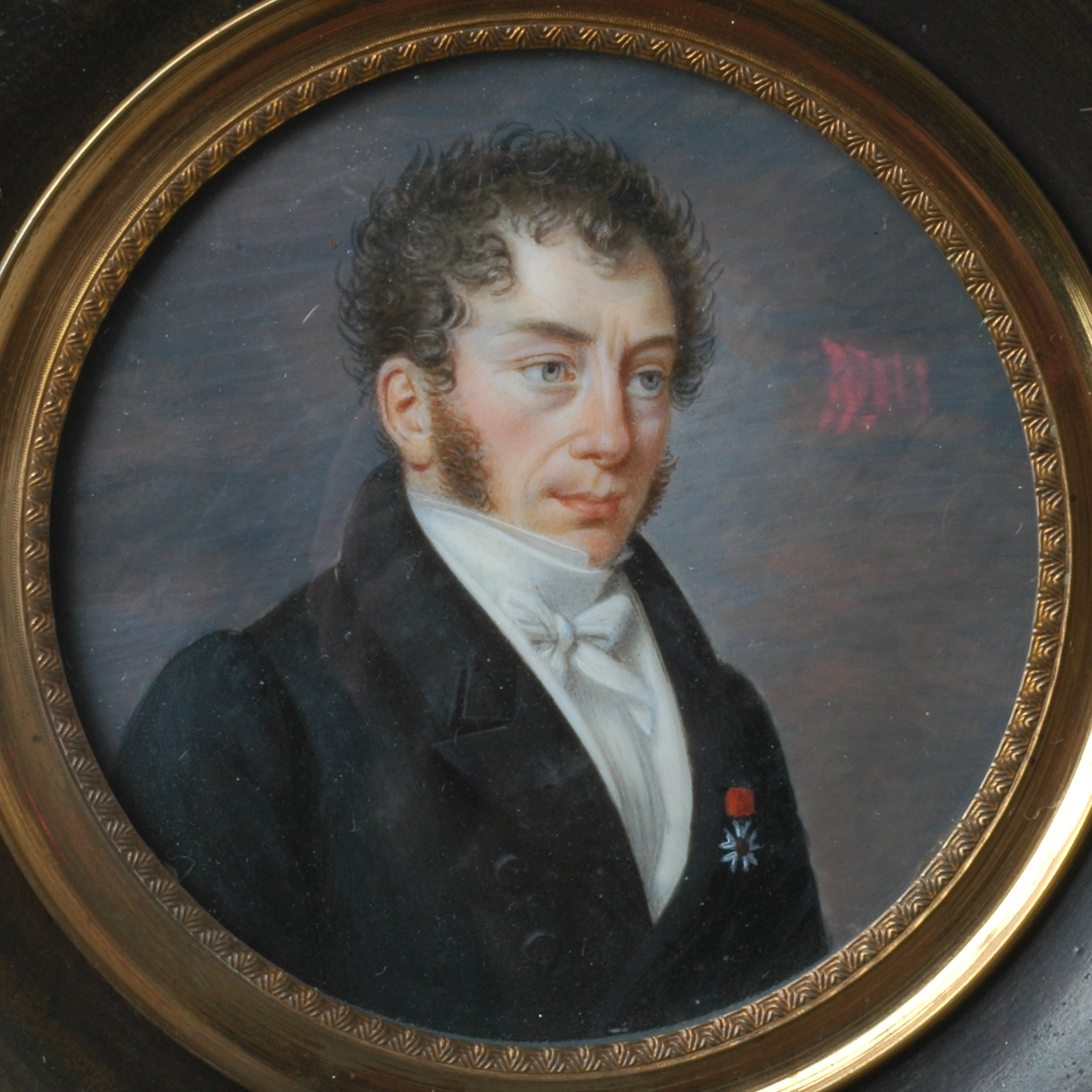
Jean François Gabriel Calemard de Lafayette (1781-1829)
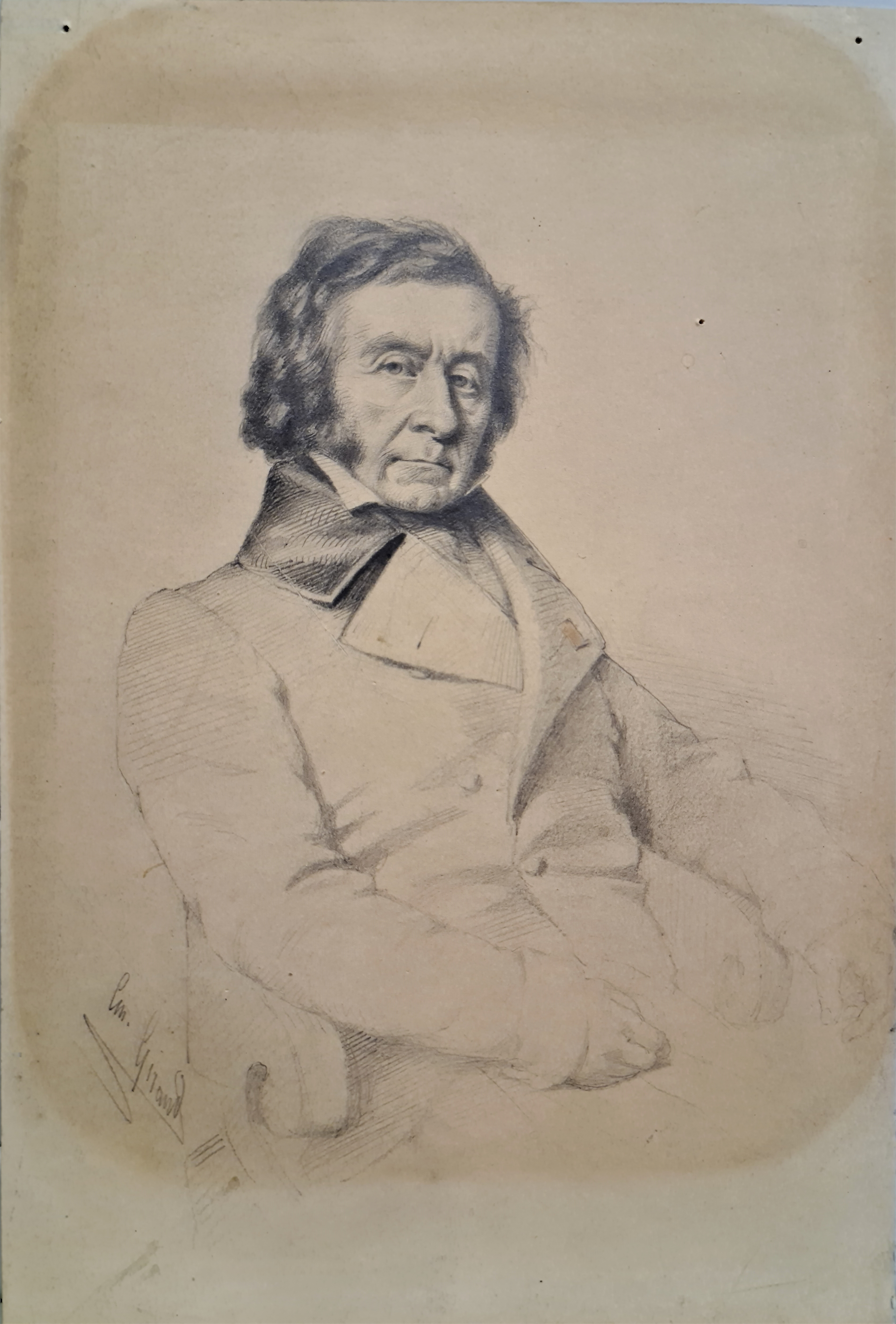
Pierre Calemard de Lafayette (1783-1873)
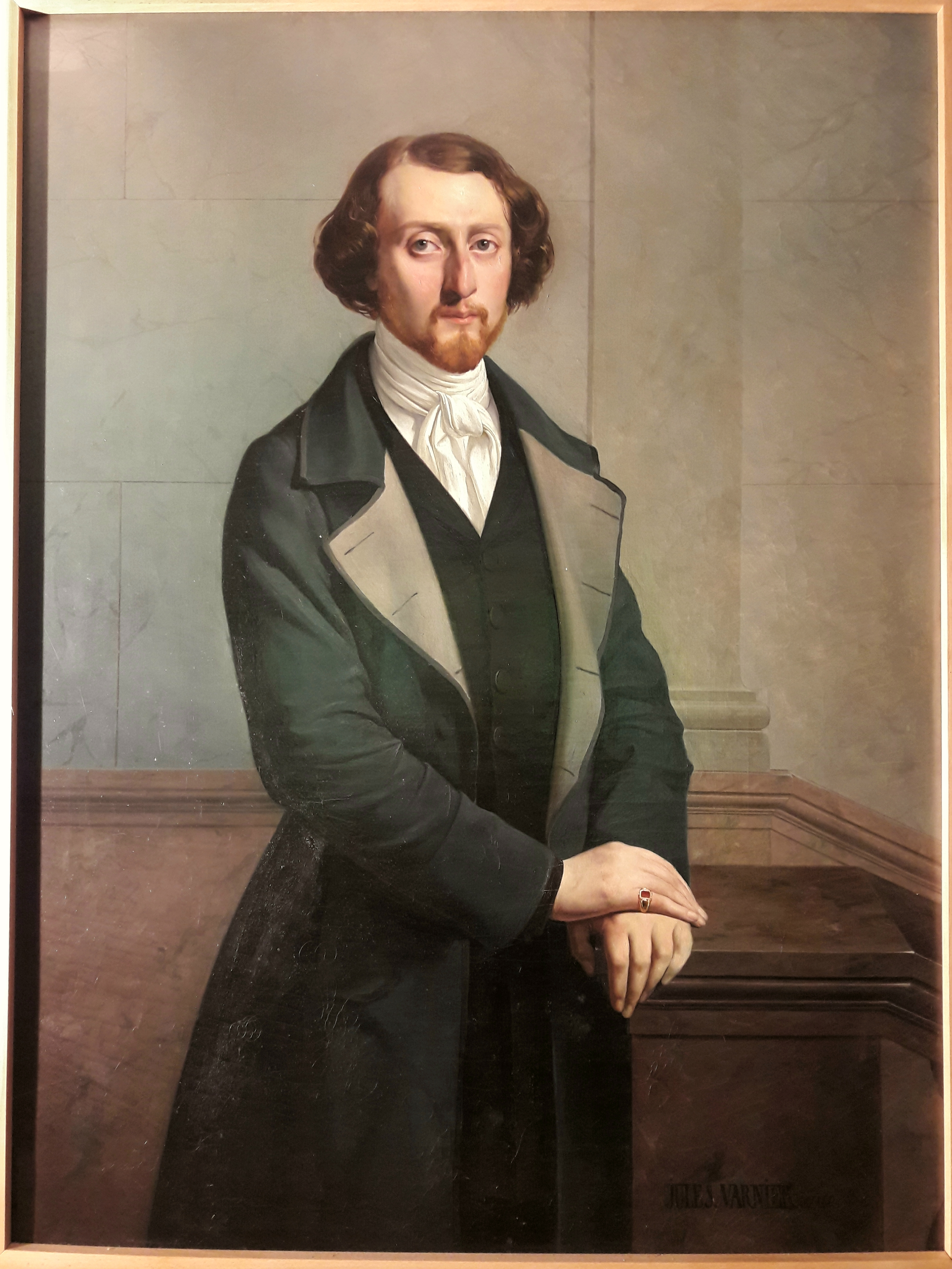
Charles Calemard de Lafayette (1815-1901)

## Armes
Armes : d’or, à trois pommes de pin de sinople 2 et 1.
La branche de Lafayette écartèle : aux 1 et 4 comme ci-dessus ; aux 2 et 3 d’azur, au chevron d’or, accompagné de trois croissants d’argent, celui de la pointe surmonté d’une étoile du même.
La branche de Recuyer porte : d’argent, à la pomme de pin de sinople, au chef de gueules.
Celle du Genestoux : d’azur, au chevron d’or, accompagné de trois pommes de pin d’argent et d’un croissant de même en pointe.,

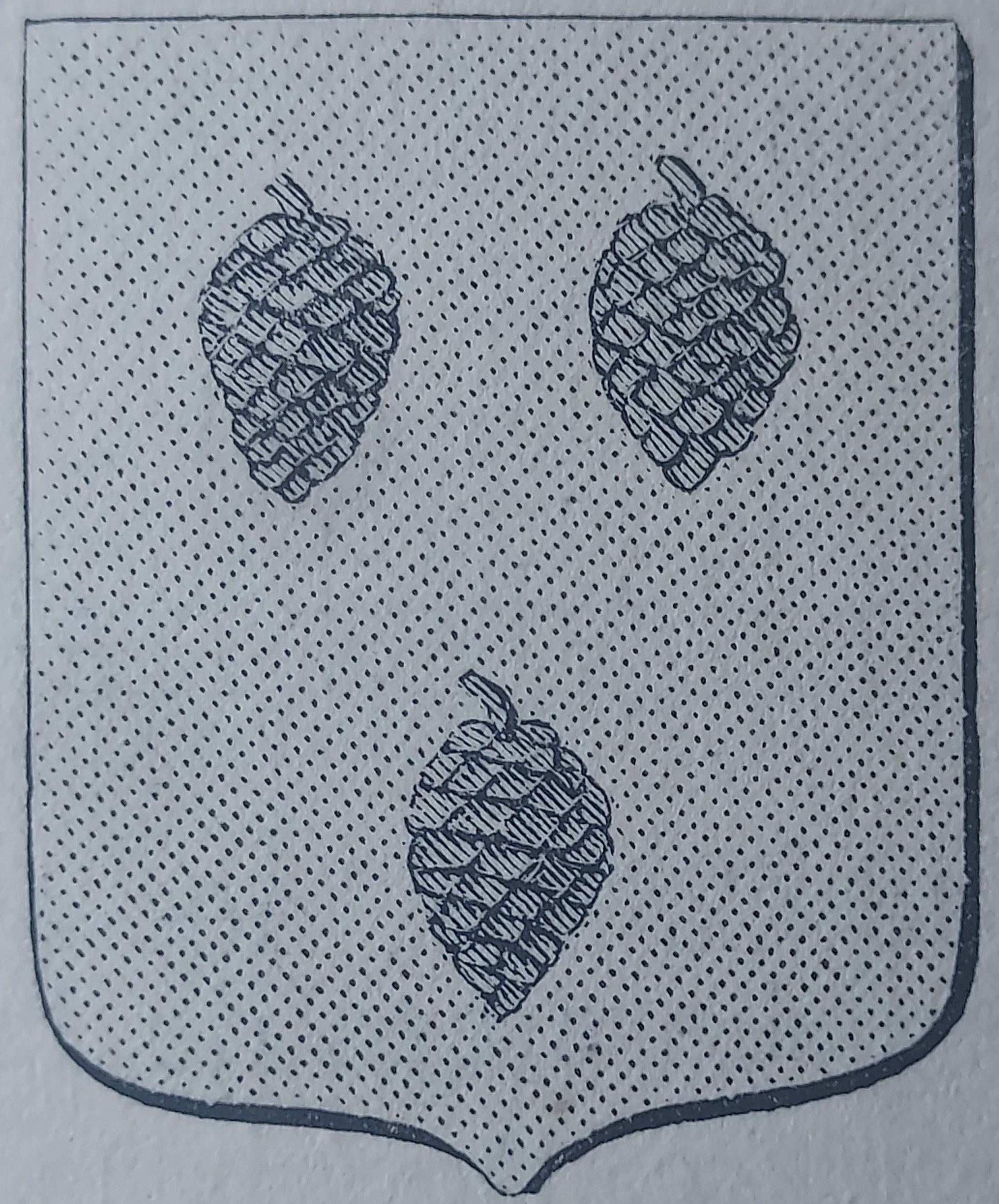
CALEMARD (d'Hozier, VIIe, p. 375)
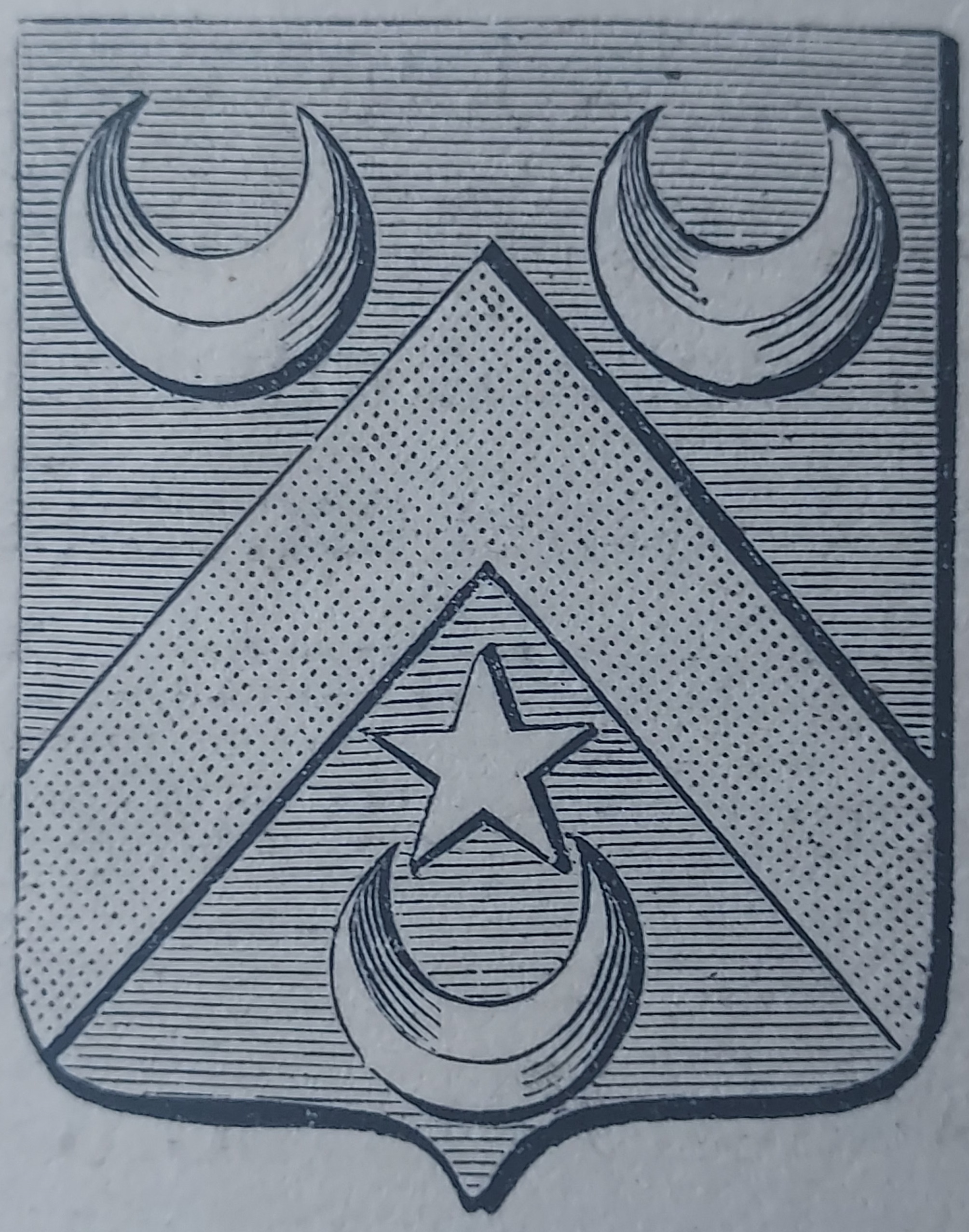
CALEMARD de LAFAYETTE (d'Hozier, VIIe, p. 377)
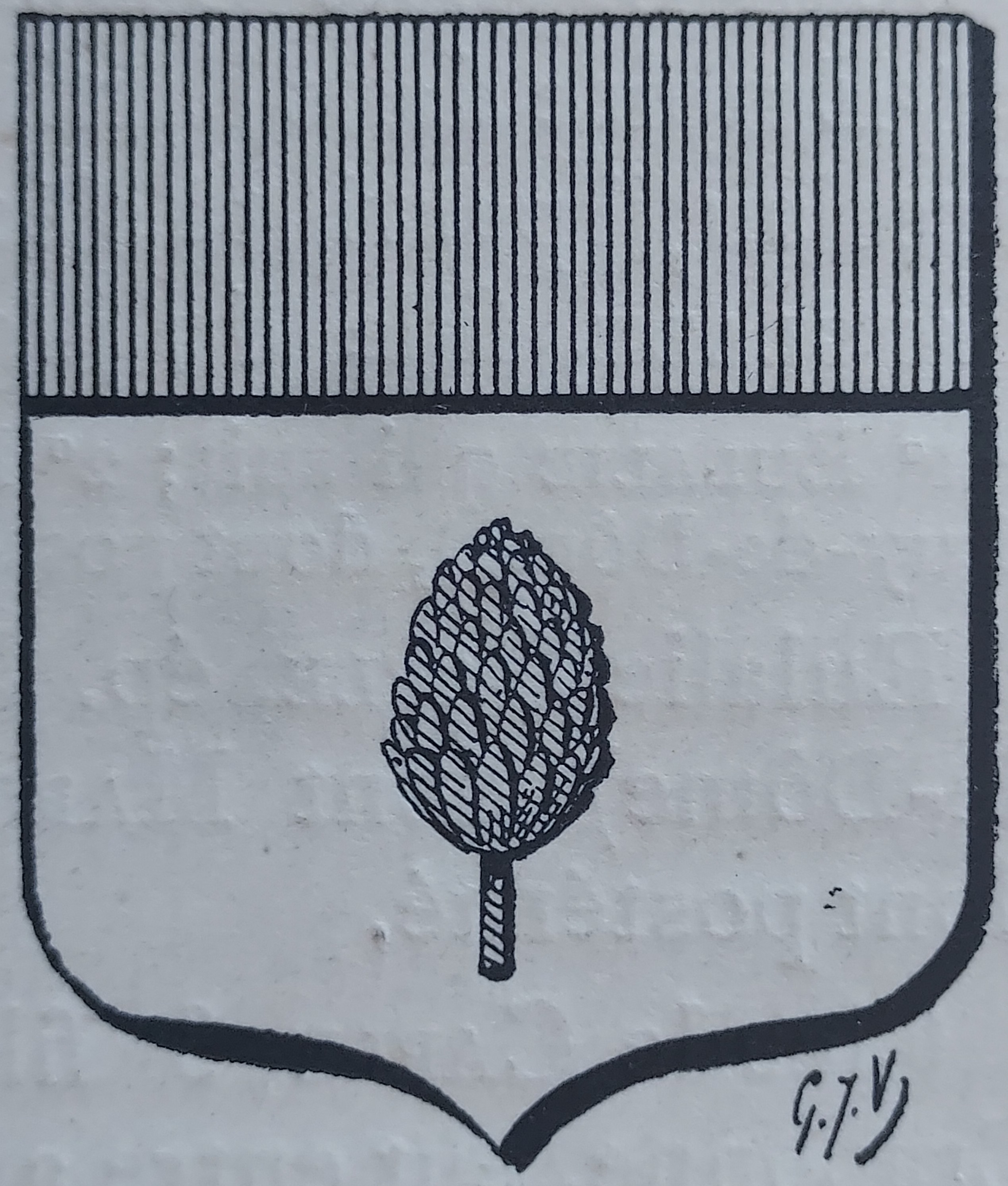
CALEMARD de RECUYER (Villain, p. 109)
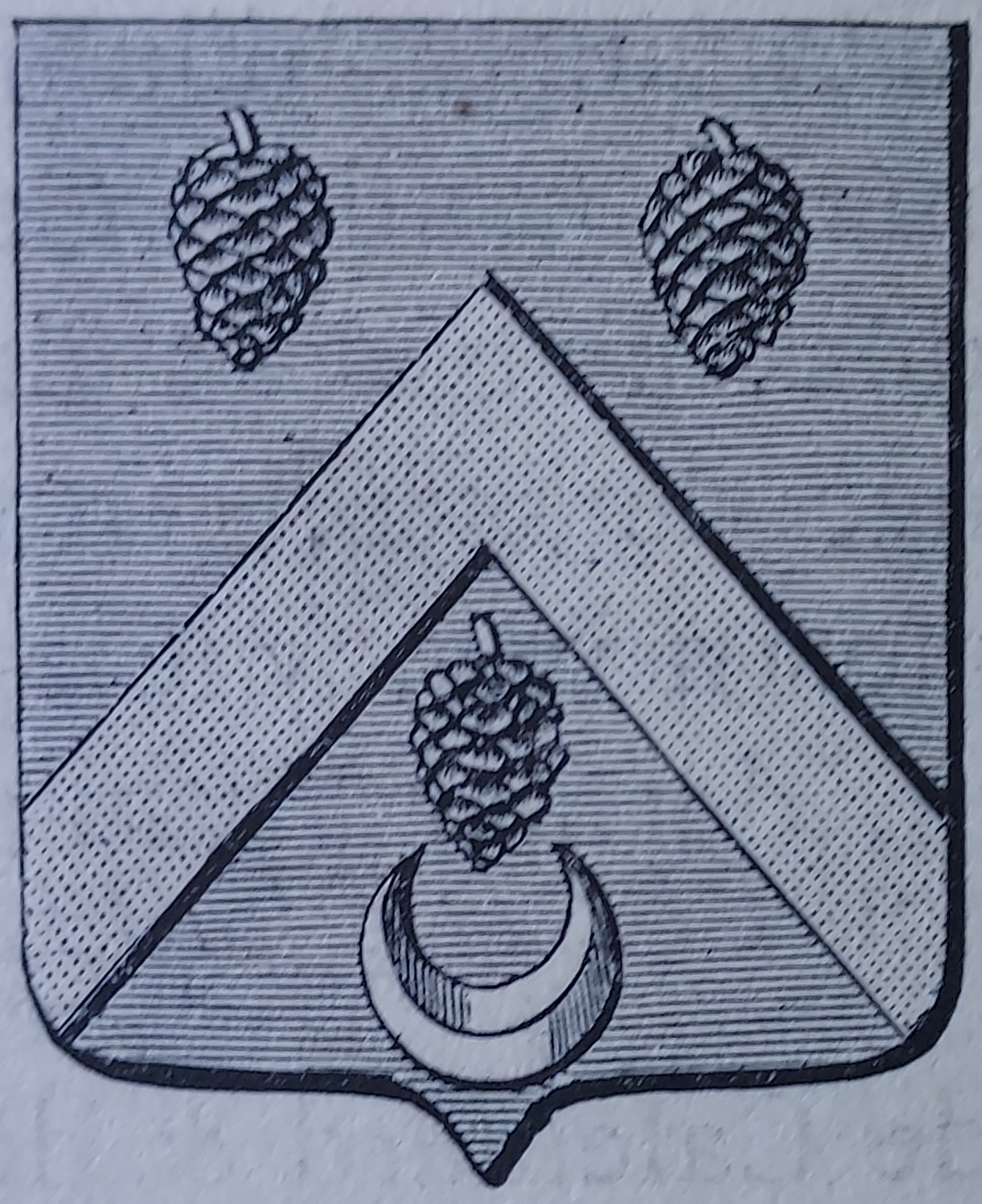
CALEMARD du GENESTOUX (d'Hozier, VIIe, p. 380)
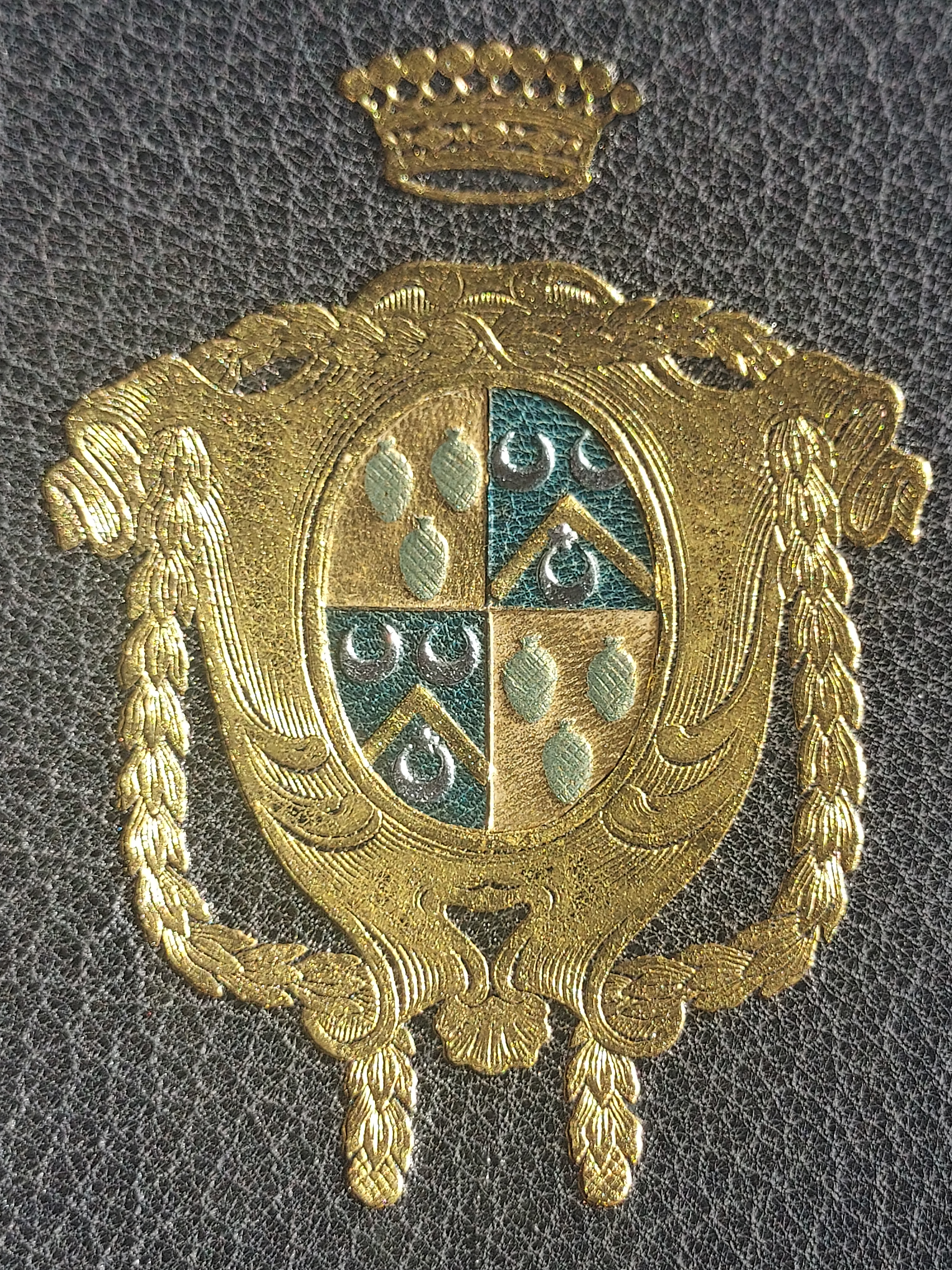
Armes Calemard de Lafayette
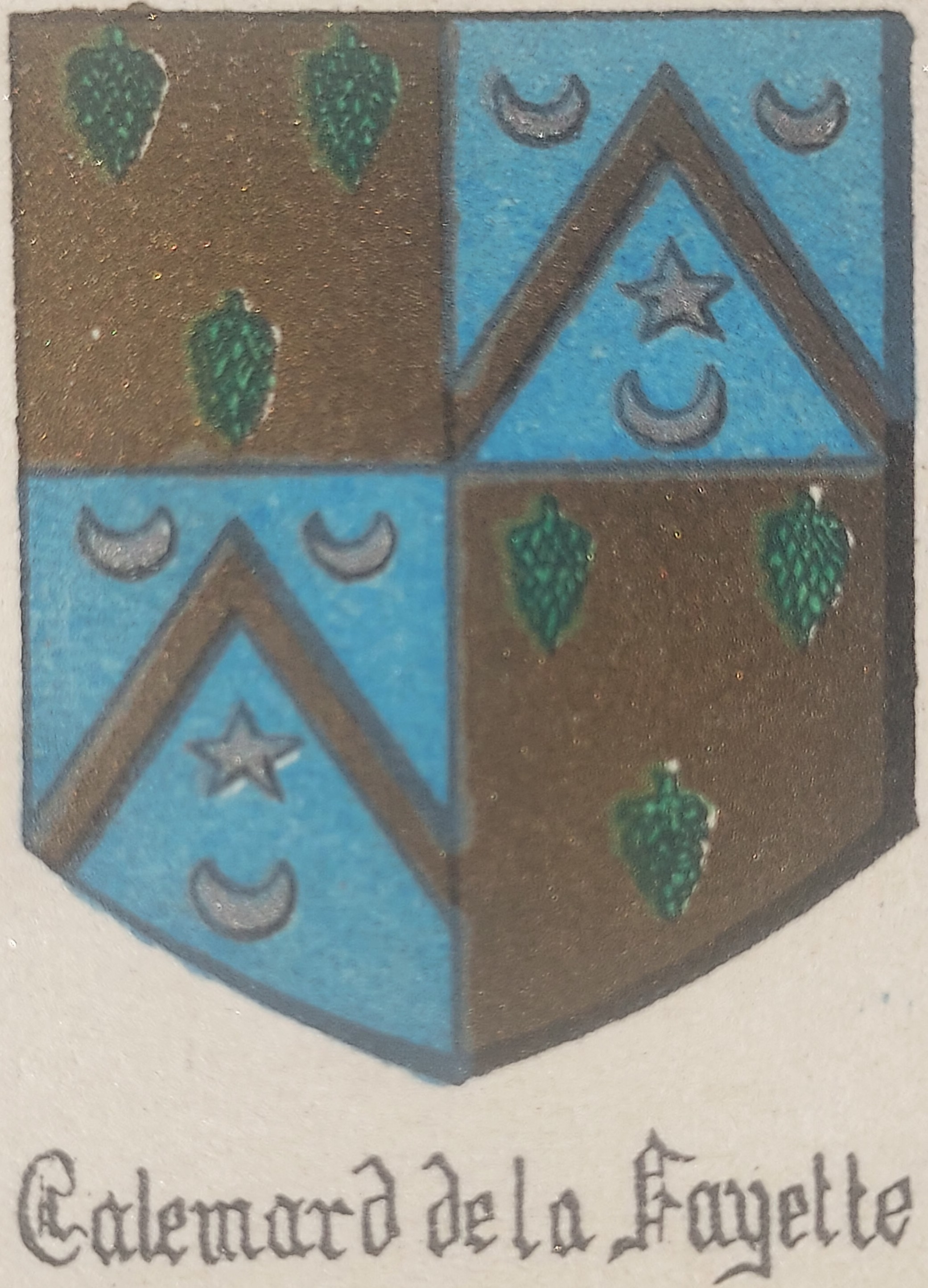
Armes Calemard de Lafayette

## Pour approfondir